# Montebello Ionico
Montebello Ionico é uma comuna italiana da região da Calábria, província de Reggio Calabria, com cerca de 6.923 habitantes. Estende-se por uma área de 55 km², tendo uma densidade populacional de 126 hab/km². Faz fronteira com Bagaladi, Melito di Porto Salvo, Motta San Giovanni, Reggio di Calabria, San Lorenzo.

## Demografia
| Variação demográfica do município entre 1861 e 2011                               |
|                                                                                   |
| Fonte: Istituto Nazionale di Statistica (ISTAT) - Elaboração gráfica da Wikipedia |